# 1992 QG
1992 QG är en asteroid i huvudbältet som upptäcktes den 26 augusti 1992 av de båda japanska astronomerna Seiji Ueda och Hiroshi Kaneda i Kushiro.
Asteroiden har en diameter på ungefär 6 kilometer.